# حمیدرضا دهقانی (فوتبال ساحلی)
حمیدرضا دهقانی عصمت‌ آباد معروف به حمیدرضا دهقانی (زاده ۱۰ مهر ۱۳۷۶ در مهریز) بازیکن فوتبال ساحلی اهل ایران و مدافع تیم ملی فوتبال ساحلی ایران است. دهقانی سابقه بازی در لیگ برتر فوتبال ساحلی ایران را در تیم‌های مقاومت گلساپوش یزد و صدرشیمی یزد در کارنامه خود دارد و از سال ۱۴۰۲ هم به عضویت تیم ملی فوتبال ساحلی ایران در آمده است.
او همراه با تیم ملی در مسابقات کشورهای مشترک‌المنافع که به میزبانی بلاروس برگزار شد، به مقام نایب‌قهرمانی رسید. همچنین دهقانی در طول ۸ سال حضورش در لیگ برتر، توانسته ۲ بار به مقام قهرمانی برسد و ۳ عنوان نایب‌قهرمانی هم در کارنامه‌اش به چشم می‌خورد.